# Joseph Führer
Joseph Führer (Monaco di Baviera, 20 gennaio 1858 – Bamberga, 8 febbraio 1903) è stato un archeologo tedesco.

## Biografia
Studiò filologia classica all'Università di Monaco. Nel 1882 ottenne l'abilitazione all'insegnamento nella scuola superiore. Nel 1889 conseguì il dottorato ad Erlangen. Dal 1890 insegnò al Wilhelmsgymnasium di Monaco. Nel 1891-92 ricevette una borsa di studio per un viaggio-ricerca in Italia da parte dell'Istituto Archeologico Germanico, durante quel periodo andò per la prima volta in Sicilia dove iniziò lo studio sistematico delle prime catacombe cristiane in particolare Siracusa  dove trovò il supporto dell'archeologo Paolo Orsi. Nel 1894 si trasferì al Ludwigsgymnasium di Monaco. Nel 1894-95 tornò in Sicilia con una borsa di studio della Baviera. Dal 1897 Insegnò come professore di storia e filologia al Royal Lyceum di Dillingen, dal 1898 al Royal Lyceum di Bamberg. Nel 1899, in riconoscimento della sua ricerca in Sicilia, fu insignito dell'Ordine della Corona d'Italia. Dal 1899 al 1900 fu in grado di continuare il suo lavoro in Sicilia con il sostegno finanziario nuovamente dell'Istituto Archeologico Germanico. La ricerca del Fuhrer continua a costituire una base miliare di tutto lo studio scientifico delle catacombe in Sicilia.
A causa del suo impegno dentro le catacombe siciliane come attestato da Paolo Orsi danneggiò gravemente la sua salute cosa che lo portò a morte presto. I risultati delle sue ricerche furono pubblicate postume nel 1907 grazie a Victor Schultze. Nonostante il suo contributo scientifico fosse abbastanza conosciuto e citato anche in Italia, non esisteva una traduzione delle sue ricerche fino al 2016.

## Pubblicazioni
- Ein Beitrag zur Lösung der Felicitas-Frage, Freising / Leipzig 1890 (= Dissertation).
- Forschungen zur Sicilia Sotterranea, München 1897.
- con Victor Schultze, Die altchristlichen Grabstätten Siziliens, Berlino 1907, (Digitalisat), trad. Italiana - Le sepolture paleocristiane in Sicilia Moondi Edizioni, 2016, ISBN 978-8890934629